# Nectaropetalum
Nectaropetalum là một chi thực vật có hoa trong họ Erythroxylaceae.

## Loài
Chi Nectaropetalum gồm các loài: